# Banacek
Banacek es una serie estadounidense del año 1972. Tom Banacek (George Peppard) es un investigador de seguros de origen polaco que trabaja para las compañías de Boston, obteniendo las múltiples recompensas que las aseguradoras ofrecen para todo aquel que solucione casos de robos de valiosas piezas: joyas, obras de arte, etc. El inteligente detective siempre es ayudado por sus amigos: su chófer Jay y un librero llamado Félix.

## Elenco
- George Peppard como Thomas Banacek
- Ralph Manza como Jay Drury
- Murray Matheson como Félix Mulholland
- Christine Belford como Carlie Kirkland
- George Murdock como Cavanaugh

## Recepción
Aunque el programa tenía una mezcla de humor y tramas bastante intrincadas, nunca generó buenos índices de audiencia. A pesar de esto, el programa fue bien recibido por la crítica. Además, el congreso polaco-estadounidense otorgó a la serie un premio por retratar bien a los polacos-estadounidenses.

## Medios domésticos
Arts Alliance America ha lanzado la serie completa en DVD en la Región 1. La primera temporada se estrenó el 15 de mayo de 2007, sin el piloto de la serie. La segunda temporada se lanzó el 22 de enero de 2008 e incluyó el episodio piloto. El 30 de septiembre de 2008, Arts Alliance lanzó Banacek: The Complete Series, una caja de cinco discos con los 17 episodios.
En la Región 2, Fabulous Films lanzó ambas temporadas en DVD en el Reino Unido el 10 de febrero de 2014.
En la Región 4, Madman Entertainment lanzó ambas temporadas en DVD en Australia.